# Gohei

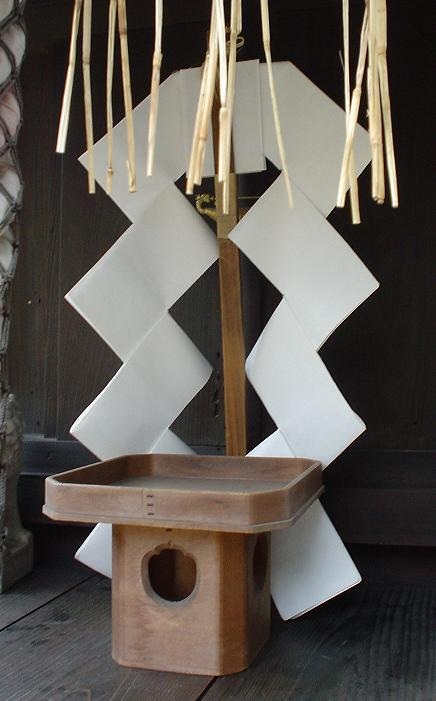
Gohei.

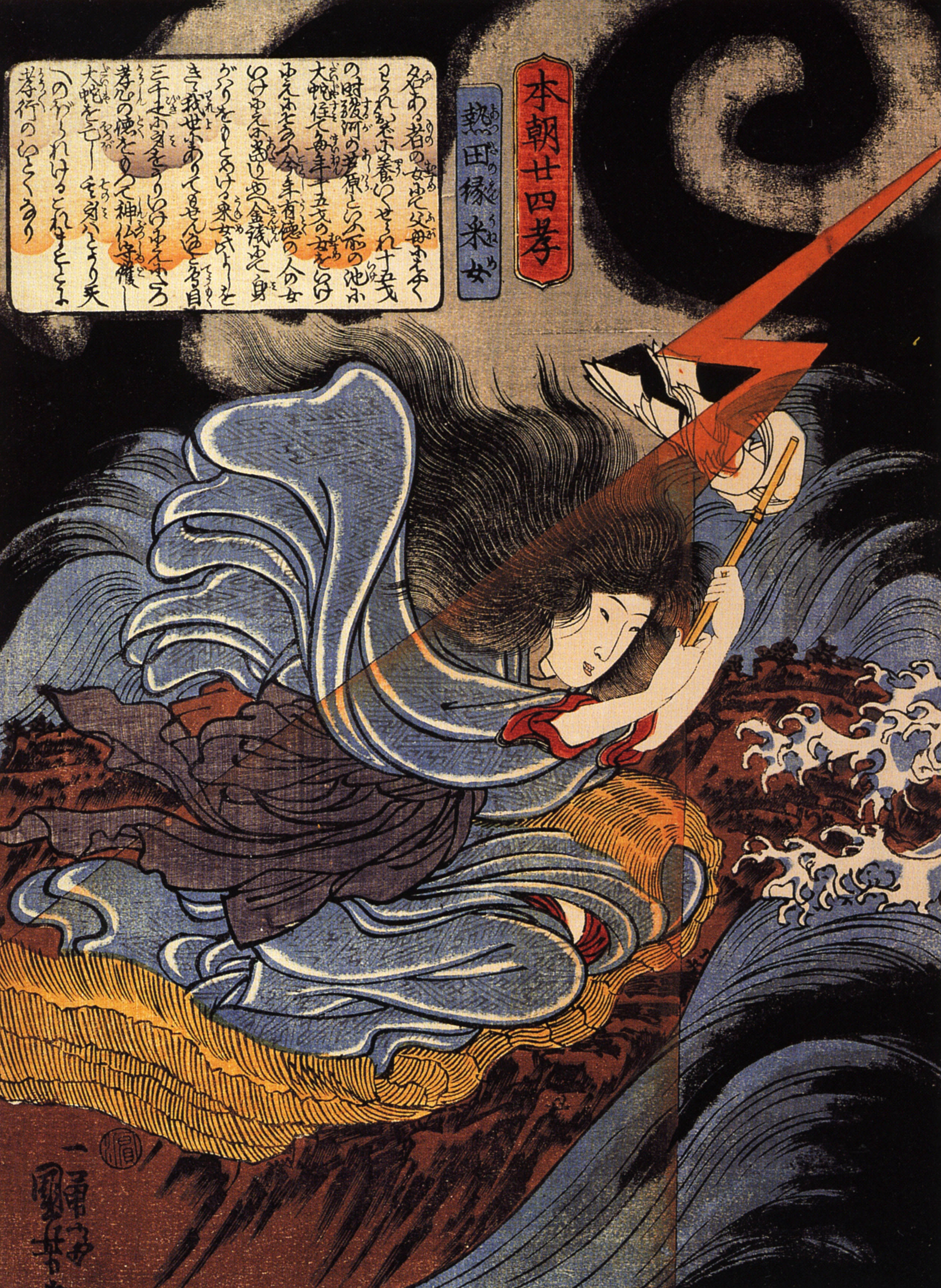
Uneme exorcizando a un monstruo con un gohei. Pintura de Kuniyoshi.

Un gohei (御幣?), onbe (御幣?), nusa (幣?) o heisoku (幣束?) es una varita mágica de madera, decorada con dos shide (serpentinas de papel), usada en las ceremonias Shintō.
Este instrumento es usado en los rituales de purificación, al igual que el  ōnusa (varita mágica con muchos shide), y es usado como un objeto de adoración (御神体 goshintai?) en los santuarios Shintō.
El sacerdote usa el gohei para bendecir o santificar; también es usado en diversas ceremonias, pero su principal uso es la purificación de lugares sagrados en los santuarios y la limpieza, bendición o exorcismo de cualquier objeto que posea energía negativa.